# 智多星妙計殲仇
《智多星妙計殲仇》是一部1975年由法國和西德合拍的戰爭劇情片，由羅伯特·恩里柯執導，菲利普·努瓦雷、罗密·施奈德和尚恩·布義斯主演。榮獲1976年凱薩獎最佳影片、最佳男主角和最佳音樂獎，还獲得最佳導演、男配角、編劇、攝影、剪輯和音響提名。這部電影取材自1944年奥拉杜尔大屠杀。

## 剧情
在1944年的蒙托邦，诺曼底入侵期间，朱利安·当迪厄是一位和平主义者外科医生和坚定的人道主义者，与他的妻子克拉拉和前一段婚姻中的女儿弗洛朗丝过着舒适的中产阶级生活。作为法国抵抗运动的一员，他在自己的医院里为游击队员提供治疗，并经常受到法兰西民兵的威胁。当迪厄担心德国军队进入蒙托邦，便请朋友弗朗索瓦驾车将他的妻女送往他拥有的一个偏远村庄的城堡。一周后，当迪厄周末前去与她们会合，但德国人此时已占领了村庄。他发现所有村民都被赶进教堂并被射杀。在现由德国人占领的城堡里，他发现他的女儿被枪杀，他的妻子被火焰喷射器烧死。
当迪厄决定杀死尽可能多的德国人以报仇雪恨。他拿起了小时候和父亲狩猎时用的旧猎枪，破坏了城堡的桥梁，利用他对城堡内秘道的了解，一个一个地杀死他们。德国人被困在城堡内，开始认为攻击者是法国游击队，却没有意识到攻击者实际上只有他一个人。当一支抵抗组织小队经过时，当迪厄拒绝了他们的帮助，继续独自进行他的复仇。最终，当猎枪子弹用尽时，他拿起了杀害他爱妻的火焰喷射器，用它杀死了即将自杀的最后一名幸存的党卫队军官。
抵抗组织告知后，附近村庄的居民和一队美国士兵赶来收集尸体。弗朗索瓦接走了当迪厄，但他在大屠杀后遗症中遭受了神经崩溃，表现得仿佛他的家人仍然活着。影片以他曾经快乐的日子的一个闪回结束，那时他和家人一起骑自行车旅游。

## 演员
- 菲利普·努瓦雷 饰 朱利安·当迪厄
- 罗密·施奈德 饰 克拉拉·当迪厄
- 尚恩·布義斯（英语：Jean Bouise） 饰 弗朗索瓦
- 約阿希姆·漢森（英语：Joachim Hansen (actor)） 饰 党卫队军官
- 羅伯特·奧夫曼（英语：Robert Hoffmann） 饰 党卫队中尉
- 卡爾·麥可·佛格勒（英语：Karl Michael Vogler） 饰 米勒医生
- 瑪德蓮·歐澤黑（英语：Madeleine Ozeray） 饰 朱利安的母亲